# Света Богородица (Ранковце)
„Света Богородица“ (на македонска литературна норма: „Света Богородица“) е възрожденска православна църква в село Ранковце, община Ранковце, Северна Македония. Църквата е част от Кривопаланското архиерейско наместничество на Кумановско-Осоговската епархия на Македонската православна църква – Охридска архиепископия.
Църквата е гробищна и е построена ХVI – началото на XVII век под името „Свети Никола“ и поне три пъти е обновявана. Последното обновяване е през 1840 година, за което свидетелства надпис в храма. От старата църква са запазени северната стена, източната стена и част от апсидата. Запазени са и част от старите стенописи.
В църквата има шест недатирани царски икони, приписвани на Димитър Зограф. В югозападния ъгъл на църквата е гробът на първия ктитор и обновител на църквата Иван Станкович от Ранковце, починал в 1847 година.
В 1885 година църквата е изписана от видния дебърски майстор Аврам Дичов, подпомаган от Мирон Илиев, Григор Петров и Петър Новев. Зографите оставят следния надпис:
| „ | Рукою Авраама Дичовъ и Миронъ Илиевъ, и Григориа Петровъ зографъ Тресанчани, Дебрали 1885 маиа 8. | “ |

Върху старите стенописи и върху тези на Аврам Дичов има множество надписи.
Ценни са царските двери от XVI – XVII век. Отличават се с ажурна техника, с пробиване на дървото и използване на многообразни флорални и геометрични елементи, както и фигури на животни. Сходни са с дверите в църквите „Свети Георги“ в Петралица, „Въведение Богородично“ в Карпино, „Свети Никола“ в Кратово и дверите от „Свети Никола“ в „Успение Богородично“ в Кюстендил.
По-късно селяните преименуват църквата на „Света Богородица“, тъй като тя непрекъснато се събаряла.